# Raptor Island
Pour plus de détails, voir Fiche technique et Distribution.
Raptor Island est un téléfilm américain réalisé par Stanley Isaacs et diffusé le 21 août 2004 sur Sci Fi Channel.

## Synopsis
En mer de Chine, un commando de l'armée américaine échoué sur une île est pris à partie par des dinosaures disparus depuis des millions d'années...

## Fiche technique
- Titre original : Raptor Island
- Titre français : Raptor Island
- Réalisation : Stanley Isaacs
- Scénario : Stanley Isaacs et Dean Widenmann
- Musique : Peter Bernstein
- Photographie : David Worth
- Montage : Christopher Roth
- Décors : Kes Bonnet
- Costumes : Irina Kotcheva
- Maquillages spéciaux : Mariana Love
- Effets spéciaux : Trayan Brankov
- Supervision des effets visuels : Dan Dipierro
- Producteurs : Sven Clement, Pat Corbitt, Stanley Isaacs et Bob Perkis
- Producteurs exécutifs : Jeff Franklin, Jan Korbelin, Philip Von Alvensleben et Michael Weiser
- Producteurs associés : Michael Jones et Barbara Kearney
- Compagnies de production : Freshwater Entertainment et Screenvest P4, Produktions
- Compagnie de distribution : IPA Asia Pacific
- Pays d'origine :  États-Unis  Bulgarie
- Langue : Anglais
- Son : Stéréo
- Ratio écran : 1,33:1
- Image : Couleurs
- Négatif : 35 mm
- Genre : Horreur
- Durée : 89 minutes

## Distribution
- Lorenzo Lamas : Hacket
- Steven Bauer : Azir
- Hayley DuMond : Jamie Cole
- Michael Cory Davis : Marcus
- Peter Jason : Le capitaine
- Hristo Chopov : Quinn
- Atanas Srebrev : Simon
- Ivo Tonchev : Rico
- Michail Elenov : Kalif
- Julian Vergov : Rashid
- Pavil Gravilov : Yusef
- Velislav Pavlov : Hassan
- Dejan Angelov : Diaz